# Coppa Intercontinentale 1984 (calcio)
La Coppa Intercontinentale 1984 (denominata anche Toyota Cup 1984 per ragioni di sponsorizzazione) è stata la ventitreesima edizione del trofeo riservato alle squadre vincitrici della Coppa dei Campioni e della Coppa Libertadores. Fu vinta dall'Independiente, al suo secondo titolo di campione del mondo.

## Avvenimenti
Fu l'Independiente ad aggiudicarsi il trofeo, sconfiggendo i campioni d'Europa del Liverpool, privatisi di un giocatore chiave come Souness, ceduto in estate alla Sampdoria.
Il vantaggio degli argentini fu opera di José Percudani, abile a sfruttare un lancio lungo di Marangoni e a liberarsi in velocità dei marcatori Neal e Gillespie e a trafiggere Grobbelaar. Grazie ad una solida difesa, imperniata sul libero Trossero, e al possesso palla assicurato dal veterano Bochini (già protagonista del ciclo vincente dell'Independiente dieci anni prima) la compagine di Avellaneda, improntata all'attacco dal tecnico Pastoriza e nelle cui file militava anche il futuro campione del mondo Burruchaga, riuscì a resistere ai tentativi di recuperare lo svantaggio da parte inglese, che si rivelarono infruttuosi.
Il gol di Percudani fu così sufficiente ad assicurare ai diablos rojos il secondo trofeo intercontinentale, e l'autore della marcatura decisiva fu premiato come miglior giocatore del match. Ancora una volta una squadra britannica aveva fallito la conquista del trofeo.
La gara in Italia fu trasmessa nel pomeriggio del 9 dicembre in sintesi su Canale 5 con commento di Giuseppe Albertini.
Nel 2017, la FIFA ha equiparato i titoli della Coppa del mondo per club e della Coppa Intercontinentale, riconoscendo a posteriori anche i vincitori dell'Intercontinentale come detentori del titolo ufficiale di "campione del mondo FIFA", inizialmente attribuito soltanto ai vincitori della Coppa del mondo per club.

## Tabellino
| Arbitro: | Romualdo Arppi Filho |

|  |           |              |
|  | Marcatori | 6’ Percudani |

| Liverpool | Independiente |

| Liverpool     |    |                  |  |     |
|               |    |                  |  |     |
| P             | 1  | Bruce Grobbelaar |  |     |
| D             | 4  | Phil Neal (C)    |  |     |
| D             | 6  | Alan Kennedy     |  |     |
| D             | 3  | Gary Gillespie   |  |     |
| D             | 2  | Steve Nicol      |  |     |
| D             | 5  | Alan Hansen      |  |     |
| A             | 7  | Kenny Dalglish   |  |     |
| C             | 8  | Jan Mølby        |  |     |
| A             | 9  | Ian Rush         |  |     |
| C             | 10 | Craig Johnston   |  |     |
| C             | 11 | John Wark        |  | 76’ |
| Sostituzioni: |    |                  |  |     |
| C             | 14 | Ronnie Whelan    |  | 76’ |
| Allenatore:   |    |                  |  |     |
| Joe Fagan     |    |                  |  |     |

| Independiente  |    |                        |  |     |
|                |    |                        |  |     |
| P              | 1  | Carlos Goyén           |  |     |
| D              | 4  | Néstor Clausen         |  |     |
| D              | 2  | Hugo Villaverde        |  | 74’ |
| D              | 6  | Enzo Trossero (C)      |  |     |
| D              | 3  | Carlos Enrique         |  |     |
| C              | 8  | Ricardo Giusti         |  |     |
| C              | 5  | Claudio Marangoni      |  |     |
| C              | 10 | Ricardo Bochini        |  |     |
| C              | 7  | Jorge Burruchaga       |  |     |
| A              | 9  | José Alberto Percudani |  |     |
| A              | 11 | Alejandro Barberón     |  |     |
| Sostituzioni:  |    |                        |  |     |
| D              | 13 | Pedro Monzón           |  | 74’ |
| Allenatore:    |    |                        |  |     |
| José Pastoriza |    |                        |  |     |